# 楠谷佑
楠谷 佑（くすたに たすく、1998年 - ）は日本の小説家・推理作家。富山県富山市出身。
高校在学中、小説投稿サイト「小説家になろう」に投稿した作品が編集者の目に留まったことがきっかけで、2016年にデビュー。
『ルームメイトと謎解きを』は2023年にミュージカル化、2024年より漫画化されている。

## ミステリ・ランキング
- このミステリーがすごい!
  - 2025年 - 『案山子の村の殺人』22位
- 本格ミステリ・ベスト10
  - 2025年 - 『案山子の村の殺人』10位

## 作品

### 無気力探偵
- 『無気力探偵 〜面倒な事件、お断り〜』（マイナビ出版ファン文庫、2016年6月 / マイナビ出版 MPエンタテイメント、2025年5月【完全版】）
  - 完全版には番外編「答えのない日常の謎」を追加収録。
- 『無気力探偵2 〜赤い紐連続殺人事件〜』（マイナビ出版ファン文庫、2017年12月 / MPエンタテイメント、2025年6月【完全版】）
  - 完全場には番外編「あまりにも不毛な推理合戦」を追加収録。

### 家政夫くんは名探偵！
- 『家政夫くんは名探偵！』（マイナビ出版ファン文庫、2018年12月）
- 『家政夫くんは名探偵！ 〜冬の謎解きと大掃除〜』（マイナビ出版ファン文庫、2019年12月）
- 『家政夫くんは名探偵！ 〜春の終わりの洗濯と選択〜』（マイナビ出版ファン文庫、2020年12月）
- 『家政夫くんは名探偵！ 〜夏休みの料理と推理〜』（マイナビ出版ファン文庫、2022年8月）

### その他の小説
- 『ルームメイトと謎解きを』（ポプラ社、2022年4月）
- 『案山子の村の殺人』（東京創元社 ミステリ・フロンティア、2023年11月）

### アンソロジー
「」内が楠谷佑の作品。
- 『たちまちクライマックス！(4) 犯人はキミだ！』（ポプラ社、2018年7月）「恋とウサギが遠ざかる」
- 『電車であった泣ける話 あの日、あの車両で』（マイナビ出版 ファン文庫Tears、2020年6月）「雨と電車と少年と」
- 『書店であった泣ける話  1冊1冊に込められた愛』（マイナビ出版 ファン文庫Tears、2020年6月）「さよなら、三毛猫書店」
- 『コンビニであった泣ける話 日常の中で起きた非日常の出来事』（マイナビ出版 ファン文庫Tears、2020年10月）「明日をはじめるための夜」
- 『美容室であった泣ける話』（マイナビ出版 ファン文庫Tears、2021年3月）「黒髪のゆくえ」
- 『動物園であった泣ける話』（マイナビ出版 ファン文庫Tears、2021年4月）「Step by Step」
- 『アイドルの泣ける話』（マイナビ出版 ファン文庫Tears、2021年8月）「普通の男の子」
- 『5分で感動 書店にまつわる泣ける話』（マイナビ出版 ファン文庫Tears、2021年11月）「ラスト・ブック」
- 『名探偵と学ぶミステリ 推理小説アンソロジー&ガイド』（早川書房、2025年4月）「パブリック・スクールの怪事件」